# 507-й окремий навчальний ремонтно-відновлювальний батальйон (Україна)
507-й окремий навчальний ремонтно-відновлювальний батальйон (507 ОНРВБ) — навчальна частина з підготовки фахівців для інженерних частин, за організаційно-штатною структурою входить до складу 169 навчального центру Сухопутних військ Збройних сил України.

## Історія
Військова частина була створена у період з 15 по 30 квітня 1957 року як 381-а бронетанкова ремонтна майстерня 112-ї гвардійської мотострілецької дивізії. Згідно з директивою командувача військ Київського військового округу від 18 березня 1964 року, на базі майстерні створено 507-й окремий ремонтно-відновлювальний батальйон 48-ї гвардійської танкової дивізії.
З 15 грудня 1972-го частина стала 507-м окремим навчальним ремонтно-відновлювальним батальйоном. Після переведення навчальної танкової дивізії на штат 169-го навчального центру підготовки молодших фахівців танкових військ батальйон увійшов до його складу.
У 2003 р. до складу батальйону було передано інженерно-саперну роту з розформованого 257-го навчального інженерно-саперного батальйону.

## Традиція
Чорний колір щита нарукавної емблеми батальйону вказує на його історичну належність до ремонтних частин танкових військ. Посередині щита зображено шестерню срібного (білого) кольору з внутрішнім полем червоного кольору, накладену на схрещені молоток та гайковий ключ срібного (білого) кольору. На тлі шестерні зображено ремонтну машину золотого (жовтого) кольору. Схрещені молоток, гайковий ключ, шестерня та ремонтна машина свідчать про основне завдання батальйону — підготовку молодших фахівців для ремонтно-відновлювальних частин. Напис «Майстерність та якість» — девіз батальйону.